# Jino
Los jino o jinuo (chino: 基诺族; pinyin: Jīnuò zú) son una de las 56 minorías étnicas oficialmente reconocidas por el gobierno de la República Popular China. Su población, de unas 22.000 personas, se concentra en la provincia de Yunnan. En idioma jino, el nombre proviene de los términos "ji" (tío) y "nuo" (descendientes), por lo que su nombre significa "descendientes del tío".

## Idioma
Los jino hablan su propio idioma, perteneciente a la rama de lenguas tibetano-birmanas de la familia de las lenguas sino-tibetanas. Tiene un vocabulario muy parecido al idioma yi. Todos los jino son capaces de hablar su lengua.
El jino no dispone de un sistema de signos que permitan su escritura. Actualmente, el idioma más utilizado entre los jino es el mandarín.

## Historia
No se conoce a ciencia cierta cuál es el origen de esta etnia ya que existen diferentes versiones. Algunas afirman que los jino son descendientes de los primitivos qiang.
Existen también diversas leyendas sobre su origen. Una de ellas explica que los primeros jino procedían de las tierras del norte de Yunnan. El primer poblador de estas nuevas tierras fue una viuda, llamada Jiezhuo, madre de siete hijos y siete hijas que terminaron casándose entre ellos. La familia creció y dio origen a la actual etnia de los jino. 

## Cultura
Las viviendas de este pueblo suelen estar construidas en bambú o madera y son de gran tamaño. La tradición jino indica que las familias que comparten el mismo apellido comparten también vivienda, así que estas casas están preparadas para acoger entre 10 y 20 familias. 
Estas viviendas se dividen en dos pisos: el primero se destina a almacén y establo y el segundo a la vivienda propiamente dicha. La zona habitada se divide a su vez en habitaciones exteriores e interiores. La zona interior se destina a los dormitorios mientras que la exterior contiene una cocina, un comedor y una sala en la que se reúnen los habitantes de la casa. En el centro de esta sala se coloca un gran fuego que hace a la vez las funciones de iluminación y calefacción. 
Los jino son monógamos aunque se le permite mantener relaciones sexuales libremente antes de casarse. En algunos poblados, existen casas construidas especialmente para las parejas que mantienen contactos sexuales sin estar casadas. Una vez contraído matrimonio la pareja se mantiene fiel. El divorcio existe aunque no es una práctica habitual. 

## Religión
Los jino son animistas y profesan una especial adoración hacia los espíritus de sus antepasados. Creen que todas las cosas de este mundo poseen alma y que el respeto a los espíritus de sus antepasados les concederá bienestar en su vida cotidiana.
Los chamanes tienen un papel principal en la vida cotidiana de los jino. Son los encargados de realizar los sacrificios a los dioses cada vez que ocurre algún acontecimiento inesperado. Además, son los encargados de administrar las hierbas medicinales para curar las enfermedades del pueblo.
- Datos: Q1054249
- Multimedia: Jino people / Q1054249